# Robert Pitt (médico)
Robert Pitt (1653–1713) fue un médico británico, pionero en la defensa de las prácticas terapéuticas científicas en farmacología.

## Biografía
Hijo de Robert Pitt, nació en Blandford Forum en Dorset. El poeta Christopher Pitt era su sobrino. Se matriculó en la Universidad de Wadham, Oxford, el 2 de abril de 1669, donde obtuvo una beca en 1670. Se graduó como Bachelor of Arts en 1672. Fue elegido Socio de la Universidad en 1674 y Decano en 1677, graduado como Master of Arts en 1675, Medicine Bachelor en 1678, y Master of Divinity el 16 de febrero de 1682. Enseñó anatomía en Oxford, y fue elegido Miembro de la Royal Society el 20 de diciembre de 1682.
En 1684 Pitt residía en Londres, y fue admitido como candidato y después miembro del Royal College of Physicians el 22 de diciembre. Fue investido socio cuando entró en vigor la Nueva Carta de Jaime II, y admitido el 12 de abril de 1687. Fue censor de la sociedad entre 1687 y 1702.
Se casó con Martha, hija de John Nourse de Wood Eaton, Oxfordshire, en 1686.
A la muerte de Francis Bernard, el 23 de febrero de 1698, fue elegido médico del St. Bartholomew's Hospital, y mantuvo el cargo hasta 1707.
Pitt vivió a partir de 1685 en la parroquia de Saint Peter-le-Poer, en la ciudad de Londres, y desde 1703 hasta su muerte en Hatton Garden.
Murió el 13 de enero de 1713.

## Trabajos
- Participó en la controversia que siguió al establecimiento de un Ambulatorio por la Facultad de Médicos en 1696.
- Publicó en 1702 el libro titulado "The Craft and Frauds of Physick exposed" (Exposición del Oficio y de los Fraudes de los Médicos), dedicado al Señor William Prichard, presidente, y a los gobernadores del St. Bartholomew's Hospital, y escrito para mostrar el bajo coste de los fármacos útiles, la inutilidad de algunos muy caros, y los peligros de tomar demasiadas recetas. Por ejemplo, detectó el nulo efecto de la zarzaparilla (que durante más de cien años después seguía siendo considerada un fármaco altamente preciado), y condenó el uso del bezoar, del polvo de víboras, del polvo de momia, y de otros muchos agentes terapéuticos entonces reputados, y que sometidos a pruebas cuidadosas probaron no tener efecto alguno. Una segunda y tercera edición aparecieron en 1703.
- En 1704 publicó "The Antidote, or the Preservative of Life and Health and the Restorative of Physick to its Sincerity and Perfection" (El Antídoto, o el Conservante de Vida y Salud y la Restauración de la Medicina a su Sinceridad y Perfección).
- En 1705 editó "The Frauds and Villainies of the Common Practice of Physic demonstrated to be curable by the College Dispensary" (Los Fraudes y Villanías de la Práctica Común de la Medicina demostrado ser curables por el Ambulatorio Universitario).
- Fue atacado por Joseph Browne en 1704 en un libro titulado "The Modern Practice of Physick vindicated from the groundless imputations of Dr. Pitt" (La Práctica Moderna de la Medicina reivindicada de las infundadas imputaciones del Dr. Pitt).[1]
- Pitt también publicó un artículo en las Transacciones Filosóficas de la Royal Society de 1691 acerca del peso de la tortuga de tierra. Las observaciones, realizadas con George Ent, comparaban el peso del reptil antes y después de la hibernación durante una serie de años.[1]